# Epinomeuta
Epinomeuta là một chi bướm đêm thuộc họ Yponomeutidae.

## Các loài
- Epinomeuta acutipennella - Rebel, 1935
- Epinomeuta inversella - Rebel, 1935
- Epinomeuta minorella - Rebel, 1935
- Epinomeuta truncatipennella - Rebel, 1935